# الجغرافيا الآن
الجغرافيا الآن! هي قناة تعليمية أمريكية على اليوتيوب وسلسلة ويب أنشأها ويقدمها بول بارباتو، السلسلة تقدم لمحة عن الدول المعترف بها من قبل الأمم المتحدة في العالم بالترتيب الأبجدي بالإضافة إلى تغطية موضوعات أخرى تتعلق بالجغرافيا الطبيعية أو السياسية. بدأت القناة في عام 2014 واكتسبت منذ ذلك الحين أكثر من 3.32 مليون مشترك.

## الفريق

### المضيفون الرئيسيون والمشاركون والأطقم
- بول بارباتو (ولد في مينيسوتا)، ويُلقب أحيانًا باسم باربي أو باربس. بدأ الجغرافيا الآن! لأنه شعر بعدم وجود قنوات ذات هدف محدد وهو تحديد سمات كل بلد، وبالتالي قرر إنشاء قناة بنفسه. وشدد على أهمية تعليم الجغرافيا وانتقد عدم وجودها في المناهج الأمريكية.
- كيث إيفريت - فقرة الموسيقى.
- هانا بامبرج، المعروفة أيضًا باسم "هانا العشوائية" - الجزء الثقافي.
- نوح جيلديرماستر - فقرة الأطعمة.
- كاليب سيتون، المعروف سابقًا باسم "غاري هارلو" - فقرة الحياة البرية
- آرثر "آرت" نابيونتيك – الفقرة الرياضية.
- بيل راهكو – مؤلف موسيقى السلسلة.
- فنسنت كيركلز – مصمم جرافيك/ رسام رسوم متحركة.
- بيدار دونيلي – مصمم رسومات/رسام رسوم متحركة,
- جاريد ستيفنسون – مصمم جرافيك/ رسام رسوم متحركة.
- جايسون كينج – مصمم جرافيك (سابقًا).
- كين أودونيل – رسام رسوم متحركة (سابقًا).

## القناة

### الجغرافيا الآن!
بدأت السلسلة في 15 أكتوبر 2014 مع دولة أفغانستان وستختم مع دولة زيمبابوي. يتم تغطية الدول الأعضاء في الأمم المتحدة بالترتيب الأبجدي مع استثناءات قليلة، كما هو الحال عندما غيرت سوازيلاند اسمها إلى إيسواتيني بعد المرور من حرف "E" بالفعل. ومع ذلك، فإن جمهورية مقدونيا، كما هو الحال في الأمم المتحدة، تم تسميتها "مقدونيا (FYROM)" نسبة إلى "جمهورية مقدونيا اليوغوسلافية السابقة" من أجل منع الجدل من المشاهدين اليونانيين الذين حددوا اسم "مقدونيا" على أنه يوناني بحت. على هذا النحو، فإن حلقة مقدونيا تقع ضمن الفئة "F". ومع ذلك، تم تغييره حيث غيرت البلاد اسمها إلى جمهورية مقدونيا الشمالية. يتم أيضًا استخدام الأسماء الإنجليزية، لذا فإن الحلقة هي "ساحل العاج" وليس "كوت ديفوار". قال بارباتو إنه يتأكد من أن مقاطع الفيديو الخاصة به تحافظ على وتيرة سريعة إلى حد ما مع تضمين رسومات مرئية لسهولة الوصول إليها.
- تشريح العلم، حول المعنى والرمزية وراء علم البلاد. بعد التوقيع مع ستوديو 71، تم نقل هذا المقطع إلى فيديو منفصل يُعرف باسم أيام جمعة العلم/المعجبين، ثم تم تغييره لاحقًا إلى أيام العلم/المعجبين. وكان ذلك مصحوبًا بفتح الرسائل والطرود المرسلة من قبل المعجبين. في التنسيق الحالي، يتم فصل مقاطع العلم إلى فيديو قصير منفصل وبث مباشر منفصل لافتتاحيات بريد المعجبين.
- الجغرافيا السياسية، وإلقاء نظرة فاحصة على حدود البلاد، والجيوب والمعازل، والنزاعات الإقليمية، والتقسيمات الإدارية، والأقاليم الخارجية، والأماكن البارزة الموجودة داخل البلاد وأكثر من ذلك.
- الجغرافيا الطبيعية، حول تكوين أراضي البلاد، وترسيم الحدود، والمناظر الطبيعية، والأراضي الصالحة للزراعة، والمناخ، والتنوع البيولوجي، والغذاء.
- التركيبة السكانية، حول سكان البلاد، ونوع المكونات، وجانب القيادة، والناس، والتنوع، والتقاليد، والثقافة، والحكومة، والأشخاص البارزين، وتاريخ سريع للبلد (إذا لم تتم تغطيته بالفعل في الجزء السابق).
- منطقة الأصدقاء، تحليل لعلاقة الدولة الإيجابية أو السلبية مع الدول الأخرى.[2]
- الخاتمة، اختتام الحلقة بأكملها في مقطع مدته 1-2 دقيقة.

على مدار تاريخ القناة، زادت مدة حلقات البلاد بشكل مطرد، مع تضمين المزيد من المواضيع والمعلومات حول البلدان في كل حلقة. في حين أن الحلقات في البلدان العديدة الأولى استمرت عادةً من 7 إلى 10 دقائق فقط، فإن الحلقات في نهاية المسلسل استمرت عادةً حوالي 30 إلى 40 دقيقة. لاحظ المشاهدون أيضًا زيادة مطردة في جودة الإنتاج والرسوم المتحركة المضمنة في الحلقات. حظيت الولايات المتحدة الأمريكية بأطول حلقة حتى الآن، واستمرت 65 دقيقة.

### أيام العلم/المعجبين
أيام العلم/المعجبين، المعروفة سابقًا باسم جمعة العلم/المعجبين، هي مقاطع فيديو مصاحبة للحلقات الرئيسية. يتم شرح علم الدولة وشعار النبالة في مقاطع الفيديو هذه. كما يستخدم بارباتو أحيانًا هذا كفرصة لمناقشة موضوعات لم يتطرق إليها في الفيديو الأصلي، أو لتصحيح التفاصيل وتوضيحها. بعد ذلك يتصل بأعضاء الطاقم ويفتح بريد المعجبين. هناك رسوم متحركة متكررة لمعظم حلقات أيام العلم/المعجبين مثل رمزية اللون الأحمر إلى "دماء أولئك الذين يقاتلون من أجل حريتهم".
بعد إصدار حلقة فنزويلا، قرر بول بارباتو تحويل آخر 5 مقاطع فيديو ليوم العلم/المشجعين إلى مقاطع فيديو قصيرة على اليوتيوب نظرًا للوقت الطويل الذي استغرقه البحث وتصوير وإنتاج مقاطع الفيديو.

### تراث بول بارباتو
كجزء من فيديو أسبوع الحشو المثير للاهتمام الذي تم تحميله في مايو 2022، أجرى بول بارباتو اختبار الحمض النووي باستخدام موقع ماي هيرتج لتحديد مصدر تراثه، وكانت النتيجة:
25.2% ياباني وكوري
17.8% صيني وفيتنامي
9.2% آسيا الوسطى
6.6% إيطالي
8.8% أيرلندي واسكتلندي وويلزي
6.5% إنجليزي
11.0% إسكندنافي
13.6% شمال أفريقيا
1.3% أمريكي أصلي (الولايات المتحدة الأمريكية)

### محتوى آخر
تحدث مقاطع فيديو أسبوع الحشو عندما يكون الفريق بصدد البحث وإنشاء نصوص برمجية لمقاطع الفيديو القليلة التالية. تشمل الموضوعات التي تمت مناقشتها الولايات أو المناطق الفرعية من البلدان، والأحداث الحالية أو الثقافية، والجغرافيا الطبيعية، ومجموعة عرقية محددة من الشعوب، وابتكارات البنية التحتية.
ينشر بول أيضا سلسلة مدونات فيديو للسفر على القناة. وتشمل البلدان التي تمت زيارتها قطر وفنلندا وإستونيا وغرينلاند والبحرين والمملكة العربية السعودية والإمارات العربية المتحدة وماليزيا وأوكرانيا وتركمانستان وإندونيسيا وسنغافورة وغيرها الكثير. بدأ بول أيضًا لاحقًا في نشر مقاطع فيديو قصيرة على قناته حول رحلاته إلى بلدان أخرى مثل سلوفاكيا وسلوفينيا وبولندا وكرواتيا وجمهورية أفريقيا الوسطى وتوغو والعديد من البلدان الأخرى.
بمناسبة يوم كذبة أبريل، ينشر بول مقاطع فيديو عن بلدان خيالية من تأليفه. وتشمل هذه:
- باندياتيرا (2015)، دولة جزيرة ناطقة بالدنماركية في المحيط الهندي.
- ليمبيرويسك (2018)، دولة شمالية تتكون لغتها بالكامل من الهمسات.
- باتش أمبرداش / داتش (2019)، اتحاد جزر منتشر عبر ثلاث قارات.
- كيتزيكواكا (2020)، مستعمرة روسية سابقة تقع معظمها تحت الأرض في الصحراء الكبرى.
- سوفونثاك (2021)، دولة تقع على ثمانية شعاب مرجانية ضحلة مع نظام مقايضة معترف به قانونيًا وخاضع للضرائب.
- فولانكا (2022)، دولة بلا إقليم أسسها مترجمون فوريون للأمم المتحدة مع مساكن للمواطنين تعمل كسكن قانوني.
- أولوليونا لينولو (2023)، دولة أمريكية أصلية ذات سيادة تم إنشاؤها كحاجز بين المكسيك والولايات المتحدة بعد الحرب المكسيكية الأمريكية.
- جيولانديا (2024)، اتحاد يضم جميع دول كذبة أبريل السابقة، والتي اتحدت في "اتحاد أبريل".

## استقبال
الجغرافيا الآن! يتلقى عمومًا ردود فعل إيجابية من الصحف والمجلات في البلدان المشمولة، كما تلقت القناة موافقات من المعلمين وكتاب السفر. ظهرت القناة في عدة قوائم لقنوات اليوتيوب التعليمية الموصى بها،  بما في ذلك واحدة من معهد فان أندل. تتعلق الانتقادات القليلة عادةً بالنغمة والنطق، خاصة في الحلقات السابقة.
الدول التي حصلت على أكبر عدد من المشاهدات اعتبارًا من مايو 2024 هي:
1. ألمانيا (8.489 مليون)
2. اليابان (7.186 مليون)
3. إندونيسيا (7.116 مليون)
4. إسرائيل (6.223 مليون)
5. الصين (جمهورية الصين الشعبية) (6.115 مليون)
6. كوريا الشمالية (6.104 مليون)
7. الهند (5.455 مليون)
8. روسيا (5.004 مليون)
9. الدنمارك (4.878 مليون)
10. الفلبين (4.456 مليون)
11. إيطاليا (4.090 مليون)
12. كندا (3.956 مليون)
13. هولندا (3.821 مليون)
14. أفغانستان (3.764 مليون)
15. أيرلندا (3.690 مليون)

## روابط خارجية
- الموقع الرسمي